# Giuseppe Messina (orientalista)
Giuseppe Messina (San Cataldo, 1893 – Messina, 1951) è stato un gesuita, storico delle religioni e orientalista italiano.

## Biografia
Figlio di Giuseppe Messina (1849) e Francesca Sorce
Fu allievo di Josef Markwart.

## Opere
Tra le sue opere:
- Le origini dei Magi (1930)
- La religione di Zarathustra (1930)
- I Magi a Betlemme e una predizione di Zoroastro (1933)
- Il Cristianesimo, Buddhismo e Manicheismo nell'asia antica (1947)
- Diatessaron persiano (1951)